# بندر پنگارام
بندر پنگارام (به لاتین: Batu Pahat (town)) یک منطقهٔ مسکونی در مالزی است که در جوهور واقع شده‌است.

## خصوصیات
بندر پنگارام ۴۱۷٬۴۵۸ نفر جمعیت دارد.

## نگارخانه

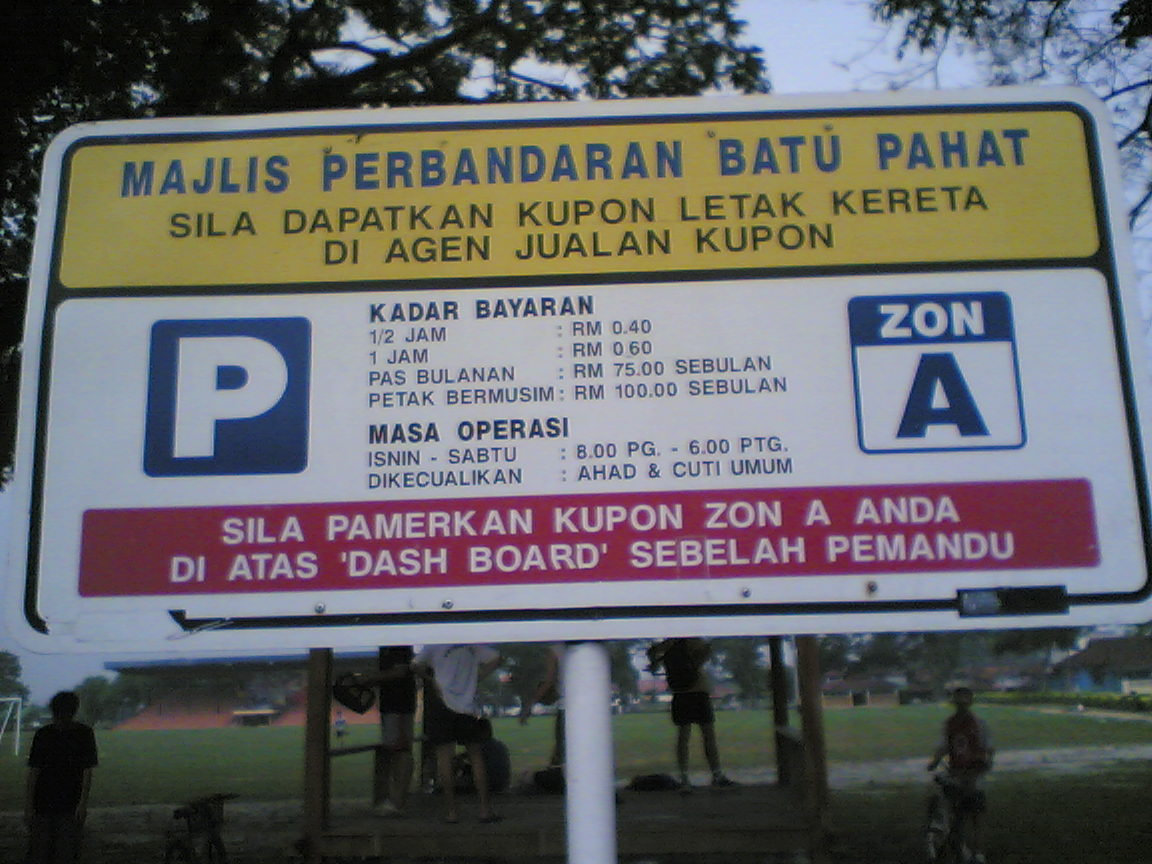
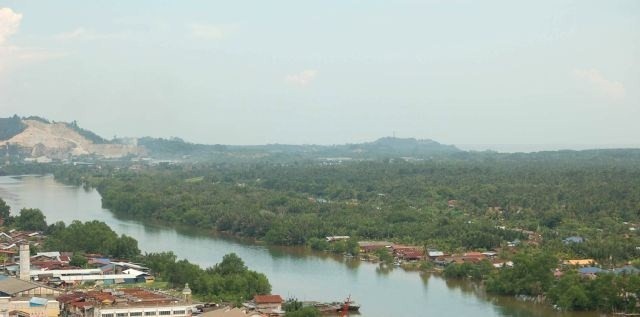
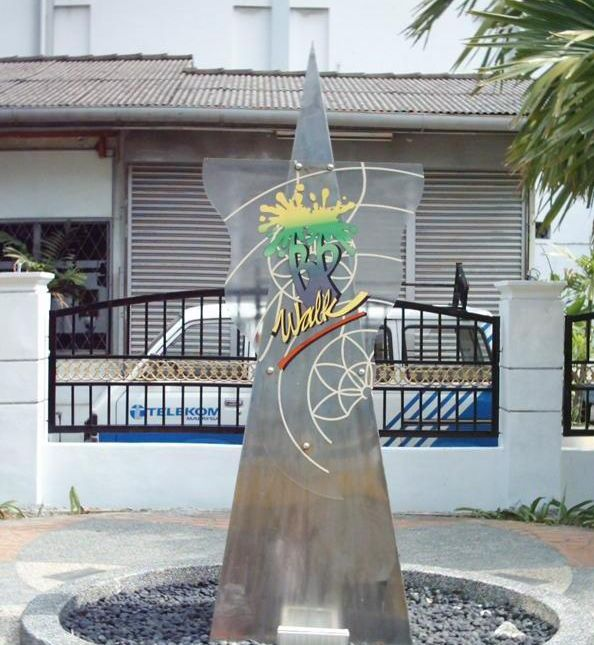
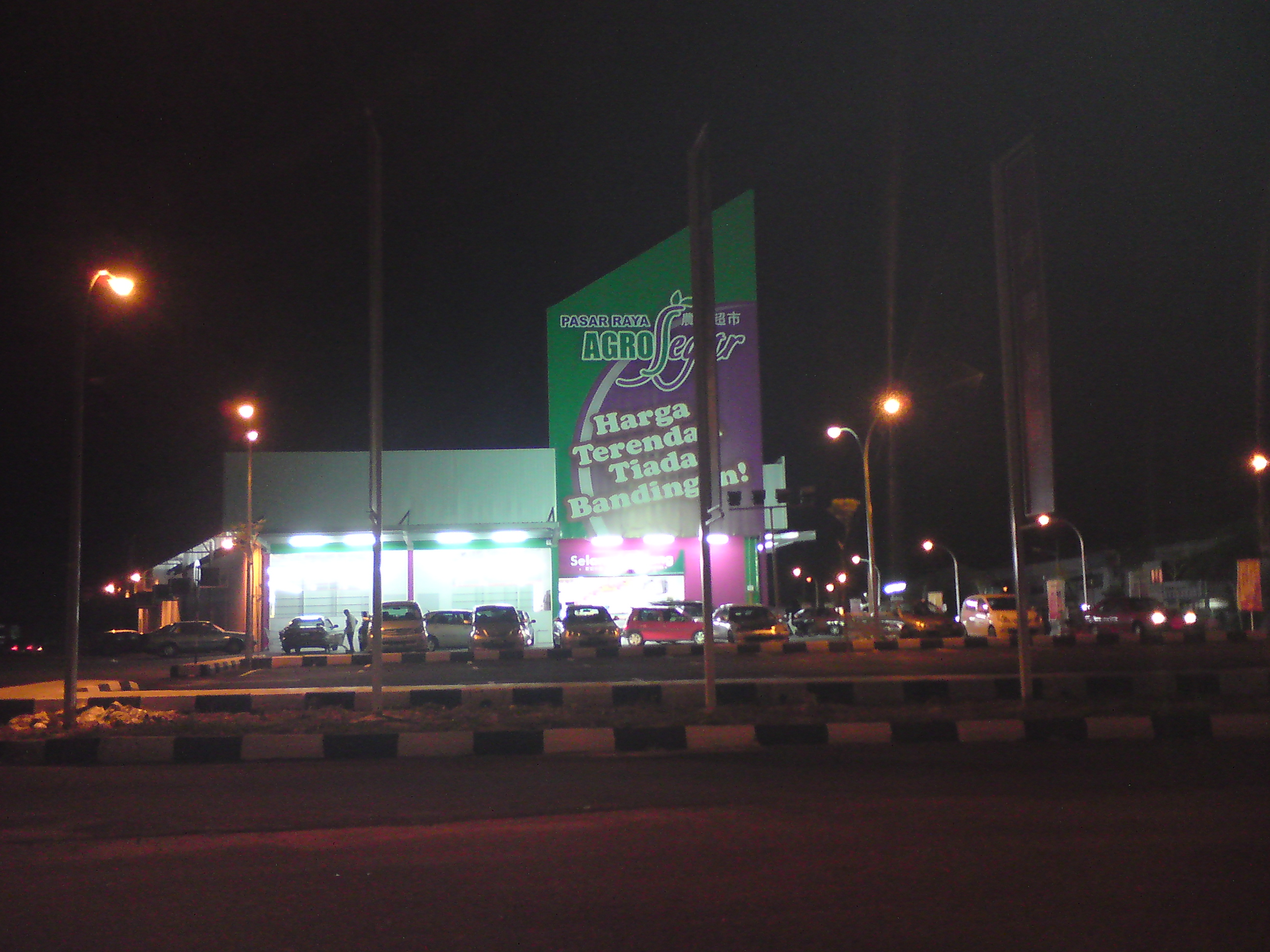